# Eleonore von Kastilien (1307–1359)

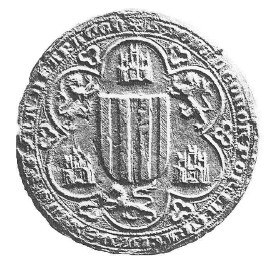
Siegel Eleonores von Kastilien, um 1330

Eleonore von Kastilien (spanisch Leonor de Castilla; * kurz vor dem 14. Dezember 1307; † 1359 in Castrojeriz) war die älteste Tochter des kastilischen Königs Ferdinand IV. und als zweite Gemahlin Alfons’ IV. von 1329 bis 1336 Königin von Aragón. Sie gebar ihrem Gatten die beiden Söhne Ferdinand und Johann, denen sie ausgedehnte Territorien der aragonesischen Krone  zu verschaffen wusste. Auch übte sie beherrschenden Einfluss auf die Politik ihres Gemahls aus. Dies brachte sie in Gegensatz zu ihrem Stiefsohn und Thronfolger Peters IV. von Aragón, der sich durch das ehrgeizige Streben Eleonores sehr benachteiligt sah. Kurz vor dem Tod Alfons’ IV. (1336) flüchtete Eleonore vor ihrem Stiefsohn nach Kastilien. Ein wegen ihrer Ansprüche auf aragonesische Güter drohender Krieg zwischen ihrem Bruder, dem kastilischen König Alfons XI., und Peter IV., der die Nachfolge seines Vaters in Aragón angetreten hatte, konnte 1338 friedlich beigelegt werden. Eleonore kehrte nach Aragón zurück, lebte seit 1348 wieder in Kastilien und wurde Ende 1358 oder Anfang 1359 auf Befehl des neuen Königs Peter I., des Grausamen umgebracht, weil sie seinen Widersacher Heinrich von Trastámara unterstützt hatte.

## Leben

### Abstammung, frühes Leben, Heirat mit Jakob von Aragón
Eleonore war das älteste Kind des kastilischen Königs Ferdinand IV. und seiner Gemahlin Konstanze von Portugal, der Tochter von König Dionysius von Portugal und der heiligen Elisabeth. Ferdinand IV. vereinbarte Ende 1308 im Kloster Santa María de Huerta mit König Jakob II. von Aragón vertraglich, dass dessen ältester Sohn Jakob später der Gemahl Eleonores werden sollte. In diesem Kontrakt war vorgesehen, dass Eleonore von ihrem Vater als Mitgift u. a. die Städte und Burgen Requena, Moya, Cañete, Ágreda und Lures erhalten würde. Im Gegenzug versprach Jakob II. der kastilischen Infantin für deren Unterhalt die Übertragung der Einnahmen aus den Städten Huesca, Daroca, Castellón de Burriana, Játiva, Montblanc und Tàrrega. Im Rahmen des von den Königen Ferdinand IV. und Jakob II. 1311 geschlossenen Abkommens von Calatayud wurde die vierjährige Eleonore mit dem für sie ausersehenen Bräutigam verlobt.
Bald danach kam Eleonore an den aragonesischen Hof, damit sie dort eine Erziehung als künftige Königin erhielt. Als Wohnsitz wurde ihr ein Appartement im Königspalast von Valencia angewiesen, wo sie eine langjährige Freundschaft mit Violante, der jüngsten Tochter König Jakobs II., schloss. Noch als kleines Kind verlor Eleonore ihre Eltern, da ihr Vater 1312 und ihre Mutter im folgenden Jahr starb.
Der aragonesische Thronfolger Jakob hegte indessen schon als junger Mann trotz seiner Verlobung mit Eleonore das Verlangen, dem weltlichen Leben zu entsagen und in ein Kloster einzutreten. Papst Johannes XXII. sah sich zur Intervention veranlasst und erinnerte Jakob an seine Pflichten. Im Oktober 1319, kurz vor dem Hochzeitstermin, unterzeichnete der Kronprinz zwar gemeinsam mit seinem Vater, König Jakob II., vor einem Notar eine Urkunde, in der er sich zur Heirat mit Eleonore verpflichtete. Es wurde aber offengelassen, ob er die Ehe auch vollziehen würde. Die vom Erzbischof von Tarragona zelebrierte Hochzeit des Paars fand am 18. Oktober 1319 zu Gandesa statt. Laut zeitgenössischen Chroniken weigerte sich der Bräutigam jedoch, den Friedensgruß zu äußern, sodass es Jakob II. an seiner Stelle tun musste. Wenig später floh der frischgetraute Kronprinz, ließ seine Gemahlin Eleonore allein zurück, trat am 22. Dezember 1319 in den Johanniterorden ein und entsagte seinem Anspruch auf die Sukzession. Seine Ehe mit Eleonore wurde annulliert.

### Weitere gescheiterte Eheprojekte
Der zweite Sohn des aragonesischen Königs, der spätere König Alfons IV., rückte nun zum Thronfolger auf. Um das Verhältnis zu Kastilien nach der unglücklichen Eheschließung Eleonores nicht zu sehr zu belasten, drückte König Jakob II. Eleonores Großmutter Maria de Molina sein Bedauern über das für ihn unverständliche Verhalten seines ältesten Sohnes aus. Als Eleonore im Frühjahr 1320 in Tortosa wohnte, vereitelte Jakob II. den Plan des einstigen Kronprinzen, seine Gattin und Thronrechte wiederzuerlangen. Nach ihrem Aufenthalt in Tortosa lebte Eleonore in Saragossa, Calatayud und Ateca. Noch 1320 beschloss Jakob II. unter dem Einfluss seiner in Kastilien lebenden Kinder Johann, Konstanze und Maria, die Repressalien befürchteten, Eleonore in ihre Heimat zurückzuschicken.
Als sich Eleonore wieder in Kastilien befand, trat sie in das königliche Kloster Santa María la Real de Las Huelgas ein, wurde aber keine Nonne. Im Frühjahr 1325 reisten Gesandte des englischen Königs Eduard II. nach Kastilien, um eine ins Auge gefasste Heirat Eleonores mit dem englischen Thronfolger Eduard auszuhandeln. Wegen der bald darauf erfolgten Absetzung Eduards II. zerschlug sich dieses Heiratsprojekt. Jakob II.  wiederum versuchte, die unglückliche Heirat Eleonores dadurch wettzumachen, dass er deren Vermählung mit seinem Sohn Peter, Graf von Ribagorza vorschlug. Doch der im November 1327 erfolgte Tod des aragonesischen Königs machte auch dieses Eheprojekt zunichte.

### Königin von Aragón
Zehn Jahre nach Eleonores erster Heirat arrangierte ihr Bruder König Alfons XI. von Kastilien ihre zweite Ehe mit König Alfons IV. von Aragón, dem jüngeren Bruder von Eleonores erstem Gatten Jakob. Die Hochzeit fand am 5. Februar 1329 in der Kirche San Miguel in Tarazona statt. An dieser Zeremonie nahmen König Alfons XI. sowie mehrere Kinder Jakobs II., nämlich Maria – Witwe des 1319 verstorbenen kastilischen Infanten Pedro –, Johann, Peter und  Raimund Berengar, teil. Eleonores Eheschließung mit Alfons IV. sollte die Beziehungen zwischen Aragón und Kastilien verbessern. Alfons IV. gab seiner Gemahlin, die ein großes Gefolge mitgebracht hatte, Huesca sowie andere Orte und Burgen des aragonesischen Kronguts als Besitztümer. Eleonore hatte mit ihrem zweiten Gatten zwei Söhne:
- Ferdinand (* 11. Dezember 1329; † 16. Juli 1363), Markgraf von Tortosa, auf Anordnung König Peters IV. von Aragón getötet
- Johann (* 1330; † 12. Juni 1358), auf Befehl des kastilischen Königs Peter I., des Grausamen hingerichtet

Angespornt von ihrer Hofdame Sancha de Velasco beeinflusste Eleonore nach Kräften die Regierung ihres Gatten und versuchte sich dabei auch für ihre frühere Demütigung zu rächen. Da Alfons IV. in erster Ehe mit Teresa d’Entença verheiratet gewesen war, stand deren Sohn Peter (IV.) das Thronfolgerecht in Aragón zu. Deshalb bemühte sich Eleonore, für ihre beiden Kinder wenigstens Güter der Krone zu erlangen sowie gleichzeitig die Machtposition ihrer Stiefsöhne Peter (IV.) und Jakob, Graf von Urgell zu untergraben. Peter (IV.) behauptete in seiner Chronik sogar, dass seine Stiefmutter ihn zu vergiften versuchte. Trotz verbreiteter Kritik im Königreich entsprach der nachgiebige Alfons IV. den Wünschen seiner Gattin. So ernannte er am 28. Dezember 1329 seinen erstgeborenen Sohn aus seiner Ehe mit Eleonore, Ferdinand, zum Markgrafen von Tortosa und übertrug ihm außerdem die Städte Albarracín, Orihuela, Callosa, Guardamar, Alicante, Monforte, Elda, La Mola, Novelda and Aspe. Eleonores jüngerer Sohn Johann erhielt ebenfalls einige Herrschaften.
Diese bedeutenden Landschenkungen Alfons’ IV. an Eleonores Kinder schmälerten den Territorialbesitz der aragonesischen Krone beträchtlich und trafen insbesondere den Thronfolger Peter (IV.). Deshalb kam es zur Spaltung des Adels in zwei Fraktionen, von denen die eine für Eleonore und deren Söhne und die andere für die Prärogative Peters und dessen Vollgeschwister eintrat. Der König sprach indessen seinem Sohn Ferdinand zusätzlich mehrere zum Königreich Valencia gehörige Städte zu, vor allem Játiva, Alzira, Sagunt, Morella, Borriana und Castellón de la Plana. Damit wurde Ferdinand Herr wichtiger Besitzungen an der Grenze zwischen Valencia und Kastilien. Die Adeligen der Region um Valencia widersetzten sich jedoch dieser Regelung. Francesc de Vinatea leitete als Schöffe von Valencia eine Delegation an den König, legte die Protesthaltung seiner Landsleute dar und forderte die Rücknahme der dem Infanten Ferdinand gemachten territorialen Schenkungen im Königreich Valencia. Der Auftritt Vinateas rief eine zornige Reaktion Eleonores hervor, die gegenüber ihrem Gemahl äußerte, dass ihr Bruder Alfons XI. einen solchen Vorfall nicht geduldet hätte. Der aragonesische Monarch gab aber Vinateas Ansuchen statt, widerrief seine Schenkungen im Gebiet von Valencia und rechtfertigte Vinateas Vorgehen gegenüber der Königin mit der Bemerkung, dass die Untertanen Aragóns größere Freiheiten als jene Kastiliens genössen.
Dank des Schutzes, den der Thronfolger Peter IV. von Seiten katalanischer Adliger, namentlich von Pedro López de Luna, Erzbischof von Saragossa, und von einer Gruppe aragonesischer Granden erhielt, konnte er den Nachstellungen seiner Stiefmutter Eleonore entgehen. Beunruhigt von deren wachsender Macht vermochten einige Mitglieder des königlichen Rats und Prälaten von Tarragona die Ausweisung von Eleonores einflussreicher Hofdame Sancha de Velasco durchzusetzen. In der Folge setzte ein Schwund der Machtposition der Königin ein, und dieser Trend verstärkte sich, als Alfons IV. immer kränker wurde. Vom Sterbebett Alfons’ IV. († 24. Januar 1336) floh Eleonore daher eilig mit ihren Söhnen und ansehnlichen Schätzen an Gold, Silber und Edelsteinen über Fraga und die Gebirge nach Albarracín unter den Schutz ihres Vertrauten Pedro de Ejérica und des Bischofs von Burgos. Schließlich begab sie sich nach Kastilien an den Hof ihres Bruders Alfons XI., um sich vor ihrem Stiefsohn und neuen König Peter IV. in Sicherheit zu bringen.

### Witwenzeit und Tod
In seinem Testament vom August 1333 hatte Alfons IV. u. a. seiner zweiten Gemahlin all ihre Juwelen vermacht und sie im Besitz der ihr anlässlich ihrer Hochzeit geschenkten Städte bestätigt, während er ihren ältesten Sohn Ferdinand im Besitz der Markgrafschaften Tortosa und Albarracín belassen hatte. Peter IV. wiederum hatte vergeblich versucht, die Flucht seiner Stiefmutter nach Kastilien zu verhindern. Als er nach dem Tod seines Vaters die Regierung in Aragón übernahm, hielt er sich nicht an das Testament seines Vaters und lehnte es ab, die Eleonore und ihren Kindern übertragenen Güter herauszugeben. So kam es zwischen ihm und der kastilischen Krone zu einem schwerwiegenden, beinahe in einen Krieg mündenden Konflikt.
1338 berief Peter IV. einen Ausschuss der Reichsstände in Castellón ein. Eine hier erschienene päpstliche Delegation wurde nach reiflicher Beratung von Gandesa aus, wohin die Versammlung verlegt worden war, zur Friedensvermittlung nach Kastilien geschickt. König Alfons XI. beauftragte daraufhin den Infanten von Vilena, die Verhandlungen zu führen. Der Infant begab sich nach Daroca, wohin viele Barone und Prälaten Aragóns mit des Königs Onkel und Bevollmächtigten, Peter von Ribagorza, kamen. Die unter Beteiligung von zwei päpstlichen Legaten geführten langwierigen Friedensgespräche überließen die Entscheidung der Sache den beiden Bevollmächtigten der beiden Könige. Am 29. Oktober 1338 kam eine Einigung zustande, der zufolge Pedro de Ejérica und seine Gefolgsleute Verzeihung erhielten und Eleonore sowie ihre Söhne ihre Besitzungen und Einkünfte zurückbekamen, wie sie von Alfons IV. bestimmt worden waren, jedoch mit Vorbehalt der hohen und niederen Gerichtsbarkeit, die Peter IV. überlassen wurde. Eleonores jüngerer Sohn Johann musste aber einen Landtausch akzeptieren, da die Einwohner von Castellón, Burriana und Llíria der königlichen Verwaltung unterstellt bleiben wollten; als Ausgleich erhielt er Elche und Crevillente. Die Friedensbereitschaft Kastiliens und Aragóns war nicht zuletzt durch die Gefahr einer baldigen Invasion der Iberischen Halbinsel durch marokkanische Mauren-Verbände veranlasst gewesen. Erst 14 Jahre später (Oktober 1352) wurden die Rechte von Eleonores Kindern definitiv anerkannt.
Nach dem Friedensschluss zwischen Alfons XI. und Peter IV. 1338 kehrte Eleonore mit ihrem ältesten Sohn Ferdinand nach Aragón zurück und ließ sich in Valencia nieder. In den Kämpfen, die Peter IV. in der Folgezeit auszutragen hatte, war ihre Rolle undurchsichtig. Als Ferdinand in einer von ihm angeführten Rebellion gegen seinen Halbbruder Peter IV. unterlag, musste er mit seiner Mutter Eleonore 1348 nach Kastilien zurückkehren. Die Königinwitwe suchte ihren Söhnen in der Folge auch in Kastilien einflussreiche Positionen zu verschaffen. Peter I., der Grausame, der 1350 seinem Vater Alfons XI. in der Regierung gefolgt war, übergab Eleonore 1355 die Stadt Cuenca. Ein Jahr später beschwerte er sich beim aragonesischen König über dessen schlechte Behandlung Eleonores und ihrer Kinder. Dies war angeblich einer der Gründe für den Ausbruch des sog. Kriegs der beiden Peter (1356–75), in dem Ferdinand zuerst für Peter I. Partei ergriff, dann aber die Seite wechselte. Gleichzeitig tobte in Kastilien ein Bürgerkrieg zwischen Peter dem Grausamen und dessen Stiefbruder Heinrich von Trastámara. In diesem Konflikt schloss sich Eleonore dem Letzteren an. Daher tötete einer der Verbündeten Peters im Juni 1358 Eleonores Sohn Johann. Um einem Racheakt zu entgehen, befahl Peter, dass Eleonore und Johanns Gattin, Isabel Nuñez de Lara, in Roa verhaftet wurden. Anschließend wurde die etwa 52-jährige Eleonore in Castrojeriz ermordet.
Der endgültige Verbleib der sterblichen Überreste Eleonores ist umstritten. In dieser Kontroverse werden drei Kirchen namhaft gemacht, in denen ihre Gebeine ruhen könnten: die Alte Kathedrale von Lleida, die Kirche Nuestra Señora del Manzano in Castrojeriz und die Abtei Santa María la Real de Las Huelgas, Bestattungsort zahlreicher Mitglieder des kastilisch-leonischen Köngishauses.